# Martin Zijlstra
Marten (Martin) Zijlstra (Eenrum, 22 juli 1944 – Woldendorp, 10 december 2014) was een Nederlands politicus. Hij was lid van de Partij van de Arbeid (PvdA) en onder meer van 1989 tot 2002 lid van de Tweede Kamer der Staten-Generaal.

## Loopbaan
Na de mulo kwam hij in 1961 als onderofficier bij de meteorologische dienst van de Koninklijke Luchtmacht en in de periode van 1968 tot 1973 was hij personeelsfunctionaris bij Akzo Zout Chemie in Delfzijl. Hierna was hij tot 1977 directeur maatschappelijke dienstverlening "Eemsmond".
Naast zijn werk volgde hij de hbs. Hij sloot in 1967 die opleiding af met een staatsexamen en daarna studeerde hij als extraneus Nederlands recht aan de Rijksuniversiteit Groningen (1969-1977).
Verder was Zijlstra toen ook al politiek actief. Zo was hij van 1972 tot 1974 voorzitter van de PvdA afdeling Delfzijl en vervolgens vier jaar lid van de Provinciale Staten van Groningen. Toen zijn partijgenoot Rudi Boekhoven eind 1976 het burgemeesterschap van de toenmalige gemeente Termunten opgaf om burgemeester van Veendam te worden, volgde Zijlstra hem in Termunten op. Hij had als burgemeester van Termunten behalve openbare orde en voorlichting ook de portefeuilles ruimtelijke ordening, recreatie, milieu, maatschappelijke dienstverlening en economische aangelegenheden. Zijlstra behield die functie tot die gemeente op 1 januari 1990 werd opgeheven.
Enkele maanden eerder was Zijlstra lid geworden van de Tweede Kamer wat hij ruim 12 jaar zou blijven. In de Kamer was hij een gewaardeerd lid dat zichzelf niet erg op de voorgrond plaatste en die zich vooral met binnenlands bestuur en defensie (personeel) bezighield. Enige tijd fractiesecretaris en bijna vier jaar ondervoorzitter van de Kamer. Van 20 mei 1998 tot 1 september 1998 was hij zelfs plaatsvervangend lid van het presidium. Hij was in 1996 samen met Johan Remkes (VVD) en Olga Scheltema-de Nie (D66) mede-initiatiefnemer van een wetsvoorstel over het intrekken van de non-activiteitsregeling voor ambtenaren die lid worden van de Tweede Kamer of het Europees Parlement. Dit voorstel werd in 1998 wet.
Op 1 januari 2010 werd hij waarnemend burgemeester van de toen nieuwgevormde Groningse gemeente Oldambt. In september van dat jaar werd Pieter Smit benoemd tot burgemeester van die gemeente. Per 1 april 2011 werd hij opnieuw waarnemend burgemeester, dit keer op Schiermonnikoog. Op 26 januari 2012 werd Sjon Stellinga daar als burgemeester benoemd.

## Overlijden
Zijlstra overleed na een langdurige ziekte op 70-jarige leeftijd in zijn woonplaats Woldendorp.
- Biografisch Portaal: 72774642
- International Standard Name Identifier: 0000 0003 9363 6691
- Nederlandse Thesaurus van Auteursnamen: 23737157X
- Parlement.com: vg09llqqh2tm
- Virtual International Authority File: 287982420